# Sonia Evans
Sonia Evans (Skelmersdale (West Lancashire), 13 februari 1971), beter bekend als Sonia, is een Britse zangeres, die bekend was eind jaren 80 en begin jaren 90.

## Biografie
Haar carrière ging van start in 1989, toen ze gelanceerd werd door het producerstrio Stock, Aitken & Waterman. Haar eerste single You'll never stop me from loving you bereikte meteen de eerste plaats in de Britse hitparade. Zij was op dat moment 17 jaar oud en daarmee de jongste zangeres, die dit resultaat tot dan toe bereikte.
In de Nederlandse Top 40 bereikte het de vijfentwintigste plaats en was het haar enige hit.
In Engeland bereikte ze nog een paar keer de top tien, met Listen to your heart (1989) en Only fools (Never fall in love) (1991).
In 1993 won ze A Song for Europe met het lied Better the devil you know. Dit leverde haar een ticket op voor het Eurovisiesongfestival in Ierland. Ze was een van de grote favorieten en eindigde als tweede achter het organiserende Ierland. De jurering bleef spannend tot op het allerlaatste moment. Er waren problemen met de Maltese jury, zodat deze als laatste punten moest geven. Ierland stond elf punten voor en de overwinning leek binnen. Maar het naarmate de stemming vorderde kwam zowel Ierland als het Verenigd Koninkrijk niet aan de beurt. Zelfs bij de tien punten niet, zodat beide landen nog steeds konden winnen. Het bleek toch Ierland dat de twaalf punten kreeg, waardoor dit land de comfortabele voorsprong van 23 punten bereikte.
Sonia bracht in 1994 nog de single Hopelessly devoted to you uit, een coverversie van de hit van Olivia Newton-John. De single stond slechts een week in de Britse hitparade.
In 1995 verscheen het coveralbum Philly Songs met daarop haar versie van Harold Melvin & the Blue Notes' Wake Up Everybody.
Daarna werd het stil rond de zangeres.
In 2003 deed ze mee aan de realityshow Reborn in the USA, dat vergeten sterren (waaronder Gina G) naar de USA bracht waar het publiek hen niet kende, zodat ze daar hun carrière terug konden oppakken. Sonia eindigde 6de.
Een jaar later las ze de punten voor van een regionale jury bij Making Your Mind Up, de hernieuwde versie van de Britse voorronde.
In mei 2009 bracht Sonia haar comebacksingle Fool for love uit.
In 2012 trad ze op tijdens een concert met andere artiesten waar Stock, Aitken & Waterman voor produceerden.

## Discografie

### Albums
- Everybody Knows
- Sonia
- Better The Devil You Know
- Love Train - The Philly Album

### Singles
- You’ll Never Stop Me Loving You UK #1
- Can’t Forget You UK #17
- Listen To Your Heart UK #10
- Counting Every Minute UK top 20
- You’ve Got A Friend (met Big Fun) UK #14
- End Of The World UK top 20
- Only Fools (Never Fall In Love) UK #10
- Be Young, Be Foolish, Be Happy UK top 20
- You To Me Are Everything UK #13
- Boogie Nights UK top 30
- Better The Devil You Know UK # 15
- Hopelessly Devoted To You / The Anthem Medley UK #62
- Wake Up Everybody
- Fool For Love